# Широбоков Володимир Павлович
Широбоков Володимир Павлович (5 квітня 1942, Ханти-Мансійськ) — український мікробіолог і вірусолог, академік Національної академії наук України (2003) та Національної академії медичних наук України (2012).

## Біографія

### Ранні роки
Народився 5 квітня 1942 року у місті Ханти-Мансійськ Тюменської області (Росія). Батько — лікар Павло Андрійович Широбоков, мати — Дарія Несторівна Широбокова (Гаморак) (дочка Нестора Гаморака), куратор колекції сукулентних рослин, багато років провідний науковий співробітник Ботанічного саду ім. академіка Фоміна.

### Освіта
У 1961 року В. Широбоков перевівся зі Свердловського медичного інституту на 3-й курс лікувального факультету Київського медичного інституту ім. О. О. Богомольця .
У 1965 році після закінчення його з відзнакою продовжив навчатися в аспірантурі при кафедрі мікробіології (науковий керівник — професор С. С. Дяченко).
У 1967 році захистив кандидатську дисертацію «Экспериментальное изучение некоторых вопросов молекулярной биологии вирусов Коксаки».
У 1977 — докторську дисертацію «Сравнительное изучение биологических свойств вирусов Коксаки и их селекционированных вариантов».

### Професійна діяльність
Працює на кафедрі мікробіології, вірусології та імунології Київського медичного інституту ім. О. О. Богомольця (тепер — Національний медичний університет ім. О. О. Богомольця), з 1979 року її завідувачем.
У 1986—1990 рр. Володимир Широбоков був деканом першого лікувального факультету, в 1990—2003 рр. — проректором із навчальної роботи Національного медичного університету імені О. О. Богомольця.
В. П. Широбоков — голова проблемної комісії з мікробіології і вірусології МОЗ та НАМН України, головний позаштатний спеціаліст з мікробіології та вірусології МОЗ України, член Національного агентства з якості вищої освіти (НАЗЯВО) з 27 липня 2016 року.

## Наукова діяльність
В галузі вірусології Володимир Широбоков протягом багатьох років розвиває фундаментальні і прикладні проблеми ентеровірусології: біологічні і генетичні властивості ентеровірусів, їх поширення в навколишньому середовищі, патогенез ентеровірусних захворювань людини, удосконалення методів вірусологічної діагностики. Відкрите ним явище дисоціації ентеровірусів під час репродукції в клітині має принципове загальнотеоретичне і медичне значення. Більшість з його робіт спрямовані на клініку, розкриття патогенезу інфекційних захворювань. Важливе значення має також серія досліджень санітарно-вірусологічного напрямку.
В галузі мікробіології відомі його роботи і монографії, присвячені проблемам мікробної екології людини. Окремим важливим напрямком досліджень є наукове обґрунтування захисту навколишнього середовища та питної води від патогенних мікробів. Вніс суттєвий вклад в розробку питань екологічної мікробіології, ролі найпростіших як резервуара патогенних мікробів і вірусів. Він є автором відомих підручників і керівництв з медичної мікробіології, які вийшли друком не тільки українською і російською, але й іншими європейськими мовами, багатьох програм з мікробіології і вірусології для студентів, аспірантів, здобувачів наукових ступенів.
Автор 485 наукових праць, з них 8 підручників, 42 навчальних посібників для студентів і лікарів, 14 монографій, 56 патентів і авторських свідоцтв. Підготував 10 докторів та 24 кандидатів наук.

## Звання та нагороди
Академік Національної академії наук України, обраний 16.05.2003 за спеціальністю мікробіологія, вірусологія; академік Національної академії медичних наук України, обраний 23.05.2012 р. за спеціальністю мікробіологія, вірусологія; дійсний член Російської Академії медико-технічних наук (1999 р.), доктор медичних наук (1978 р.), професор (1980 р.), почесний професор Тернопільського державного медичного університету імені І. Я. Горбачевського (2012 р.), почесний професор Інституту мікробіології та імунології ім. І. І. Мечникова (2012 р.), Заслужений діяч науки і техніки України (1996 р.), лауреат премії ім. Д. К. Заболотного НАН України (2016 р.), лауреат премії ім. акад. І. М. Блохіної Російської Академії медико-технічних наук (2001 р.). Нагороджений орденом «За заслуги ІІІ ступеню» (2002 р.), орденом «За заслуги ІІ ступеню» (2016 р.), почесною грамотою Кабінету Міністрів України (2005 р.), орденом Української Православної церкви Рівноапостольного Князя Володимира ІІІ ступеню (2006 р.), відзнаками і медалями НАН та НАМН України.

## Основні наукові праці
- «СПИД — синдром приобретенного иммунодефицита» (1988);
- «Практическая вирусология» (1989);
- «Медицинская микробиология, вирусология, иммунология» (учебник, 1994);
- «Медична мікробіологія, вірусологія, імунологія» (підручник, 2011);
- «Мікробна екологія людини з кольоровим атласом» (навчальний посібник, 2011);
- «Интегральная роль симбиотической микрофлоры в физиологии человека» (2011).
- «Микробы в биогеохимических процессах, эволюции биосферы и существовании человечества» (2014)
- «Медицинская микробиология, вирусология, иммунология» (учебник, 2015)